# James Cantlie
Sir James Cantlie (Banffshire, 17 gennaio 1851 – 28 maggio 1926) è stato un medico britannico.

## Biografia
Laureato presso l'Università di Aberdeen in Scozia, missionario e medico, svolse i suoi studi clinici presso il Charing Cross Hospital di Londra. Nel 1877 Cantlie divenne membro del Royal College of Surgeons e assistente chirurgo al Charing Cross Hospital di Londra. Nel 1887 ad Hong Kong divenne cofondatore del College di Medicina per la Cina.

## Attività scientifica
I suoi studi ad Hong Kong si concentrano sulle malattie tropicali ed in particolare sulla lebbra. Condusse inoltre studi sugli ascessi epatici ed il metodo per il loro drenaggio con sorprendenti risultati.
Ancor più famoso per aver denominato un fondamentale repere anatomico nella chirurgia epatica, la linea di Cantlie: una linea che passa attraverso il letto della colecisti fino al solco posteriore della vena cava; tale linea delimita il confine tra l'emifegato destro e l'emifegato sinistro.
Il suo studente prediletto al tempo fu Sun Yat-sen, leader della rivoluzione cinese e teorico politico, considerato il padre della Repubblica cinese.